# Biserica romano-catolică din Zetea

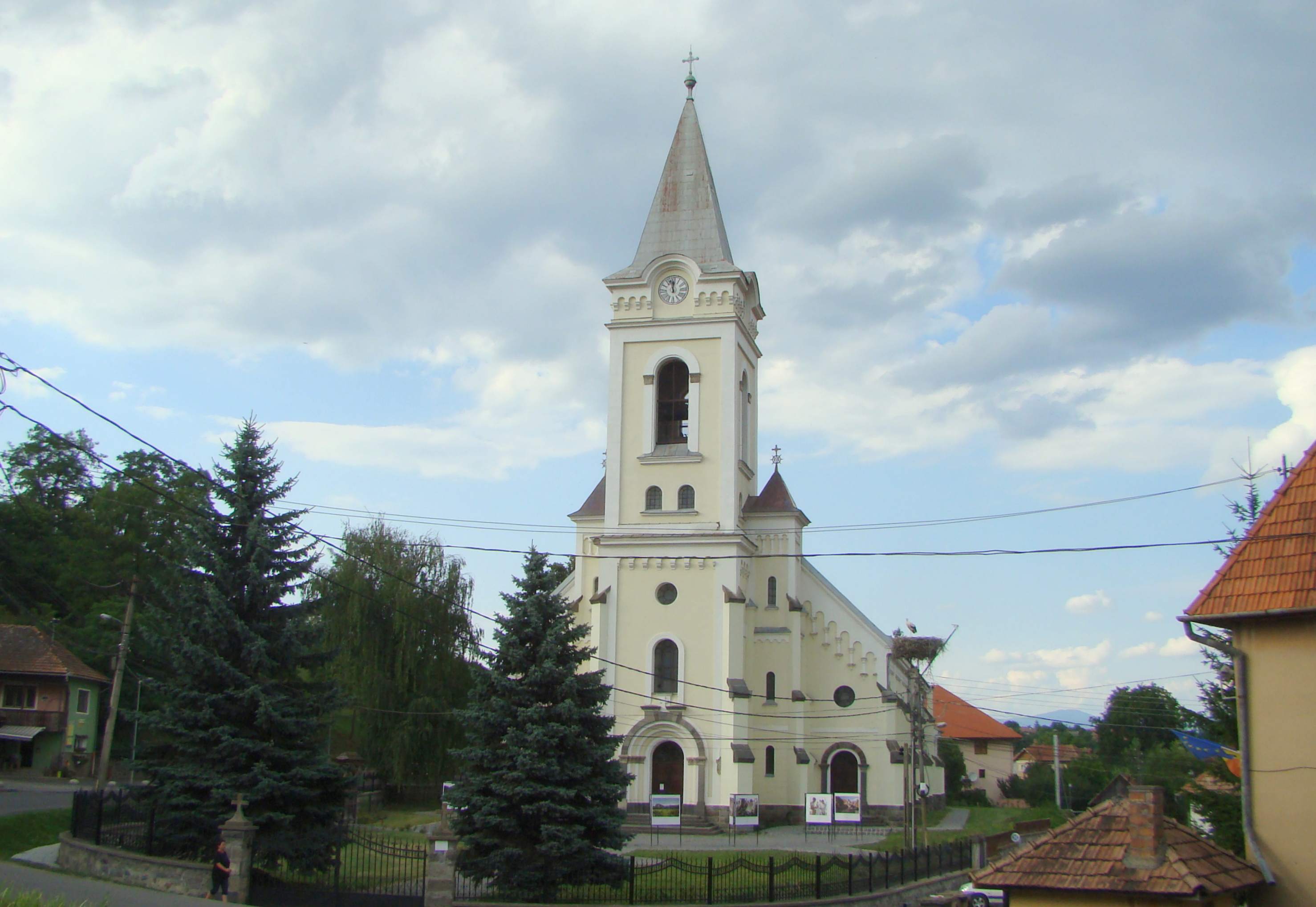
Biserica romano-catolică din Zetea (august 2021)

Biserica romano-catolică din Zetea este un lăcaș de cult aflat pe teritoriul satului Zetea, comuna Zetea, județul Harghita. Are hramul „Înălțarea Sfintei Cruci”.

## Localitatea
Zetea (în maghiară Zetelaka) este satul de reședință al comunei cu același nume din județul Harghita, Transilvania, România. Menționat pentru prima oară în 1566, cu denumirea Zetelaka.

## Biserica
În evul mediu populația din Zetea era de religie catolică. Aici protestantimul nu a avut succes, numeroasa populație a satului fiind și în prezent de confesiune catolică. Biserica medievală a fost incendiată în 1661 de tătari și renovată în 1663. În 1755 a fost lărgită, dar în 1896 s-a hotărât construirea unei biserici noi. Biserica a fost construită între anii 1912-1914, după planurile arhitectului Károly Haberstumph. Este cea mai mare biserică din regiune, având trei nave și o capacitate de peste 1000 de persoane. Turnul are o înălțime de 45 m. În 1717 în Zetea s-au deschis porțile școlii catolice, care a fost naționalizată în 1948. Clădirea cu etaj a fost demolată și în loc a fost construită actuala clădire a liceului, ce poartă numele preotului franciscan dr. Fortunát Boros.

## Vezi și
- Zetea, Harghita

## Imagini

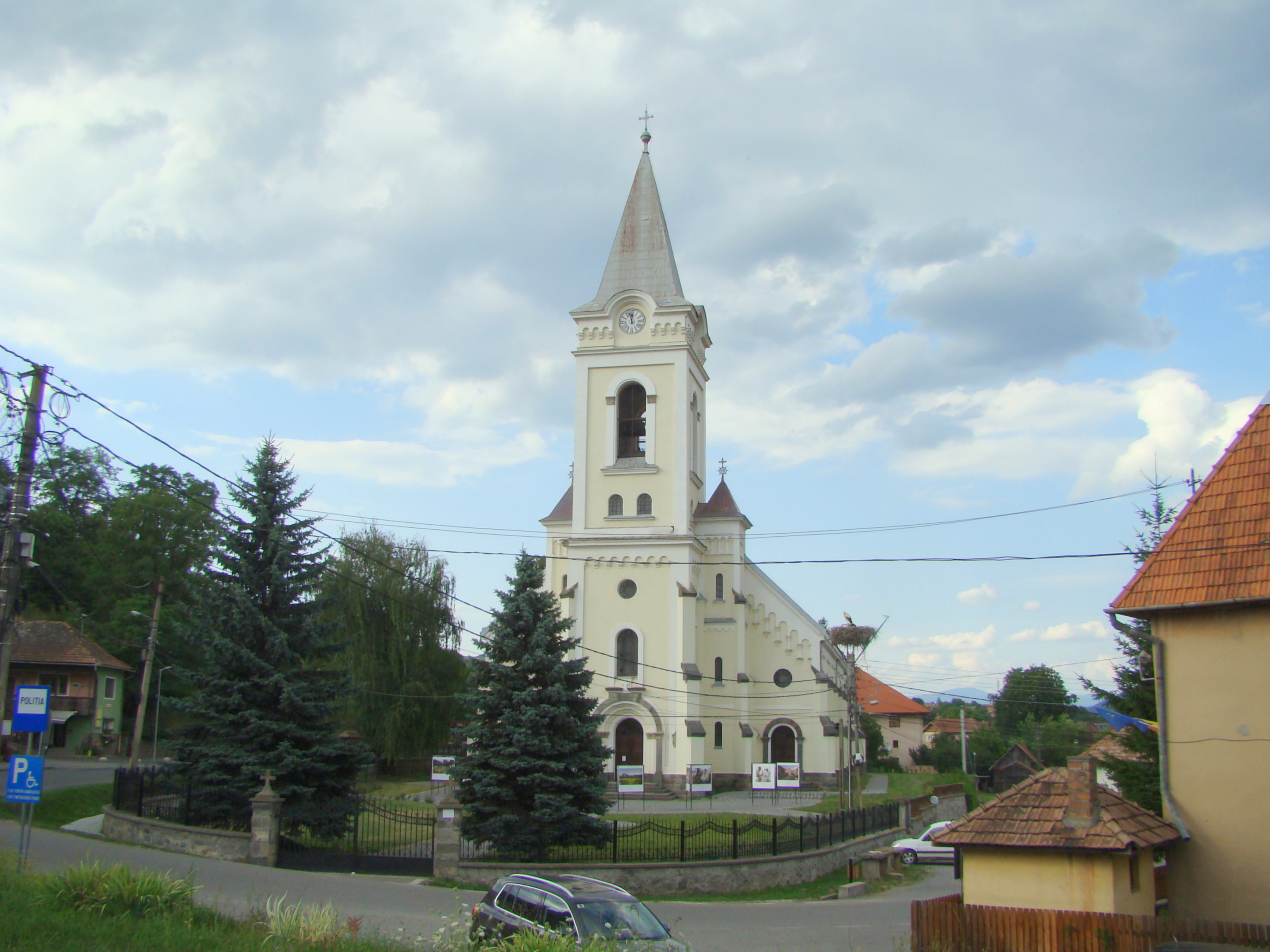
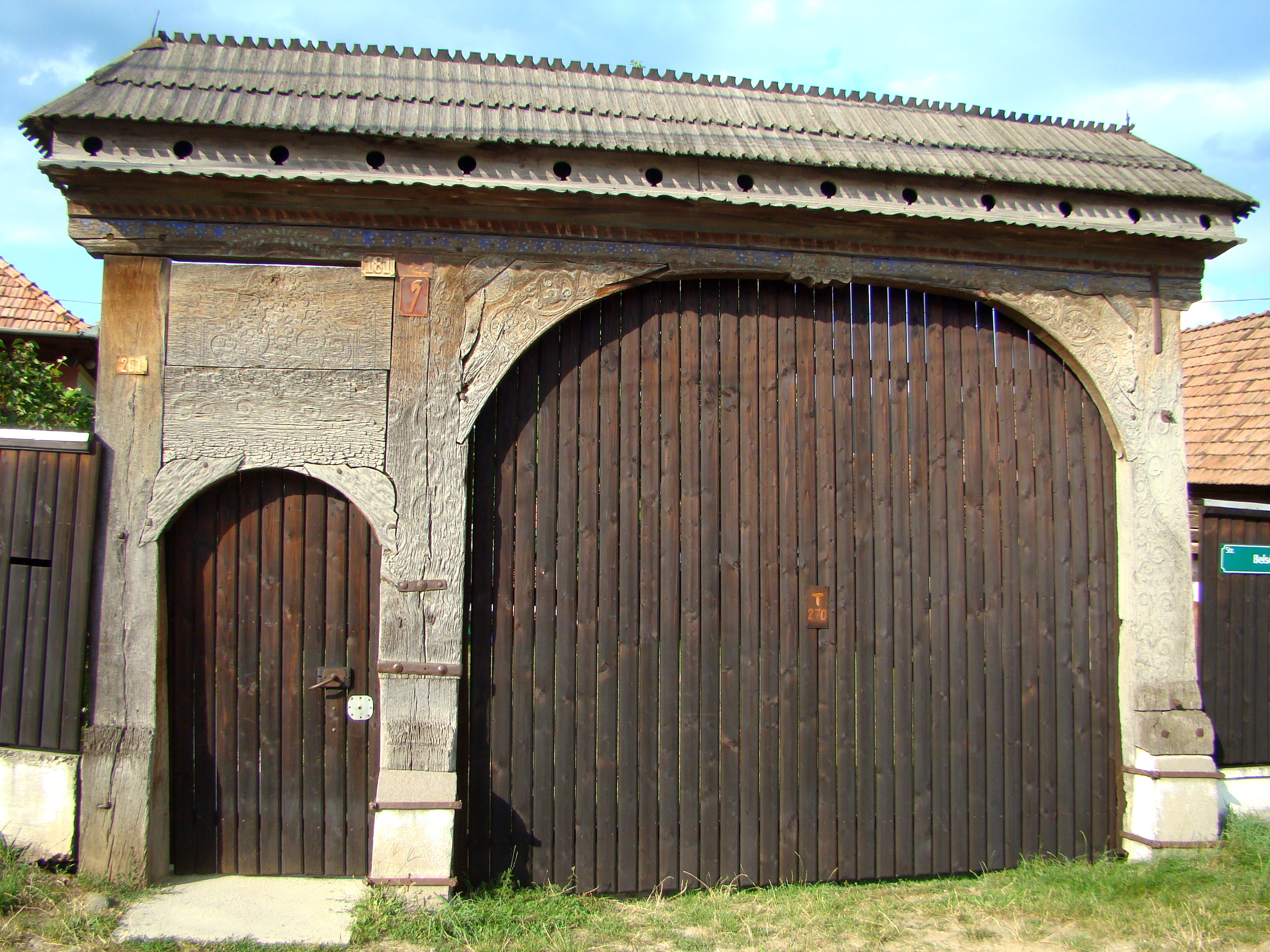
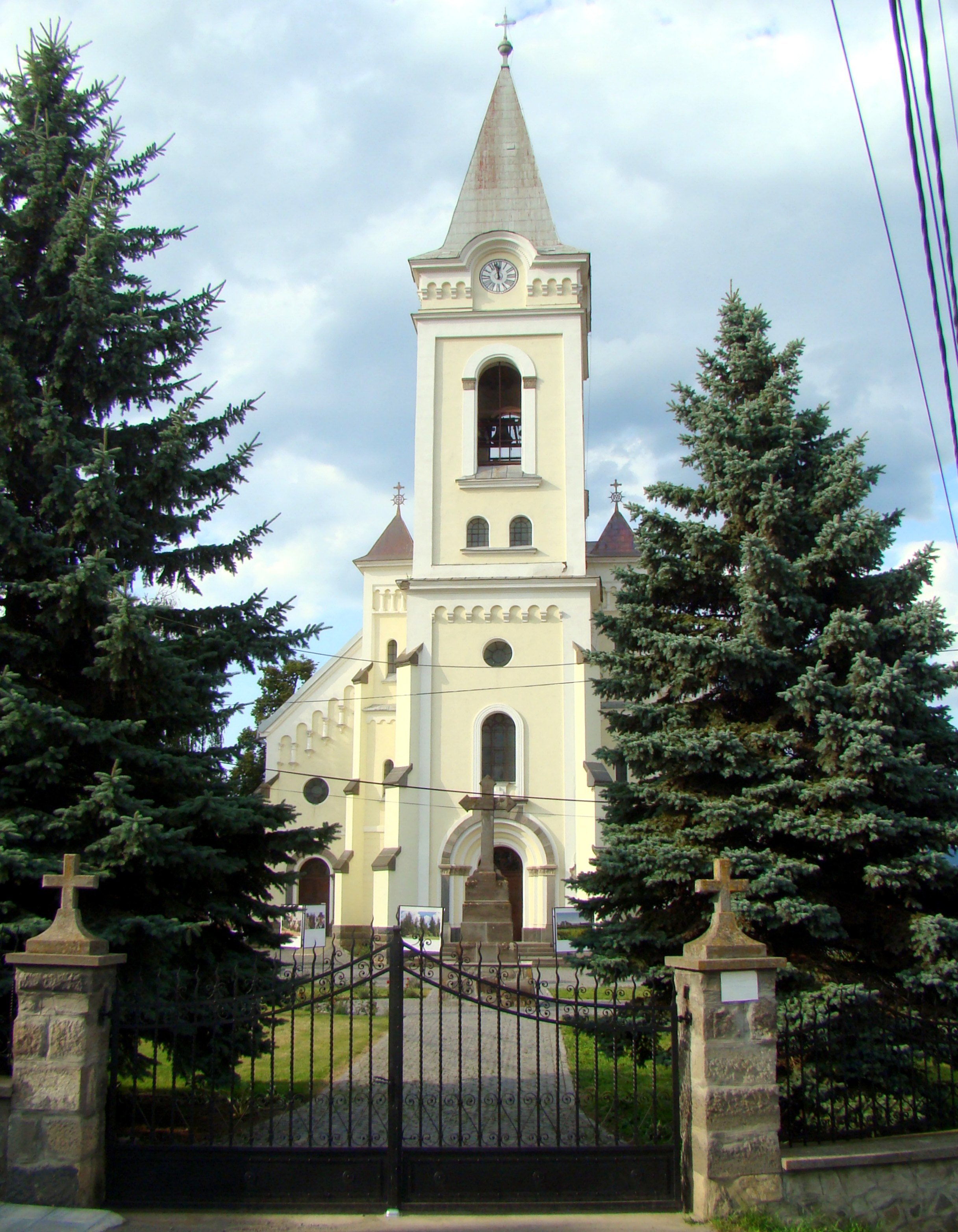
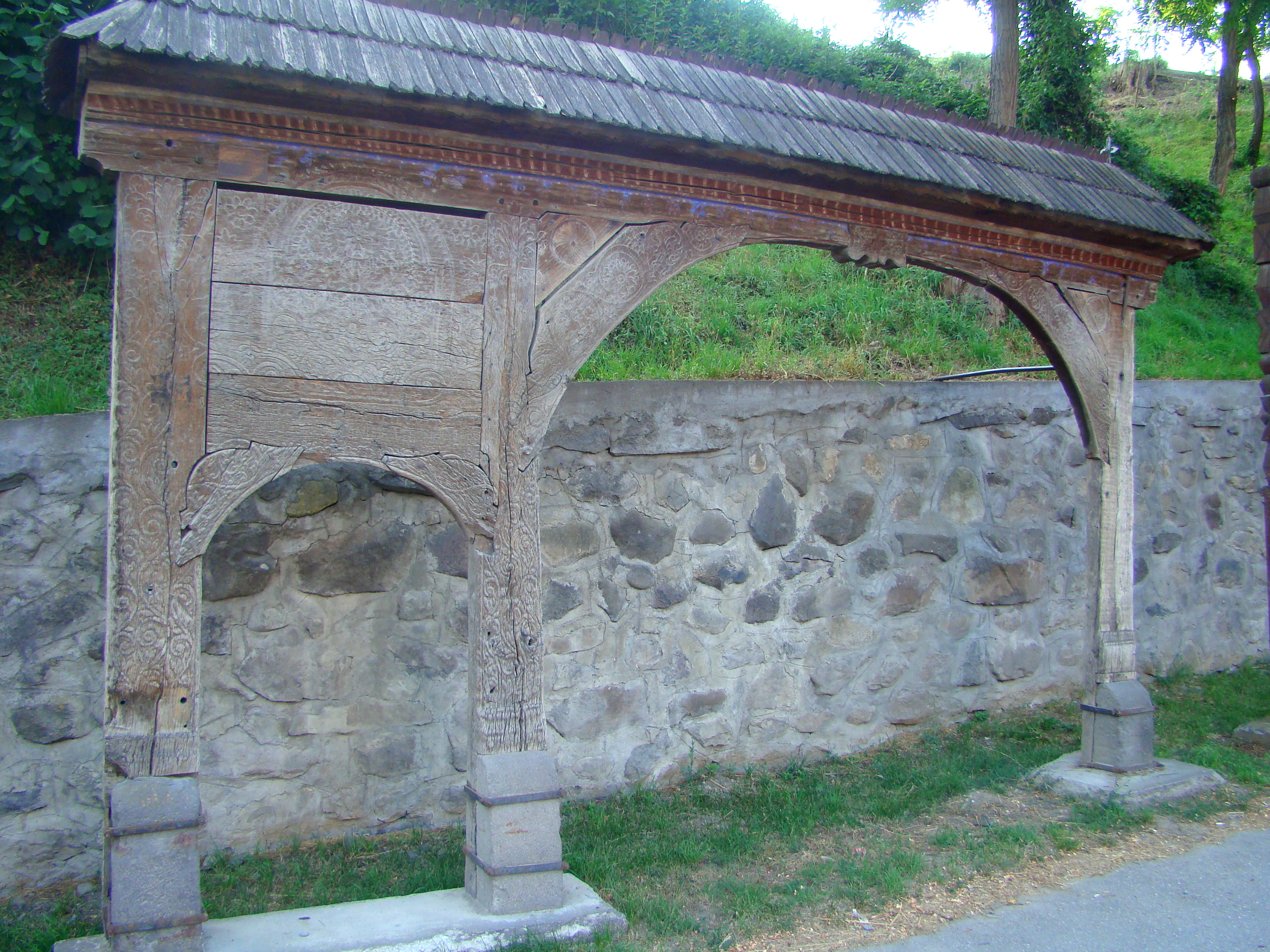
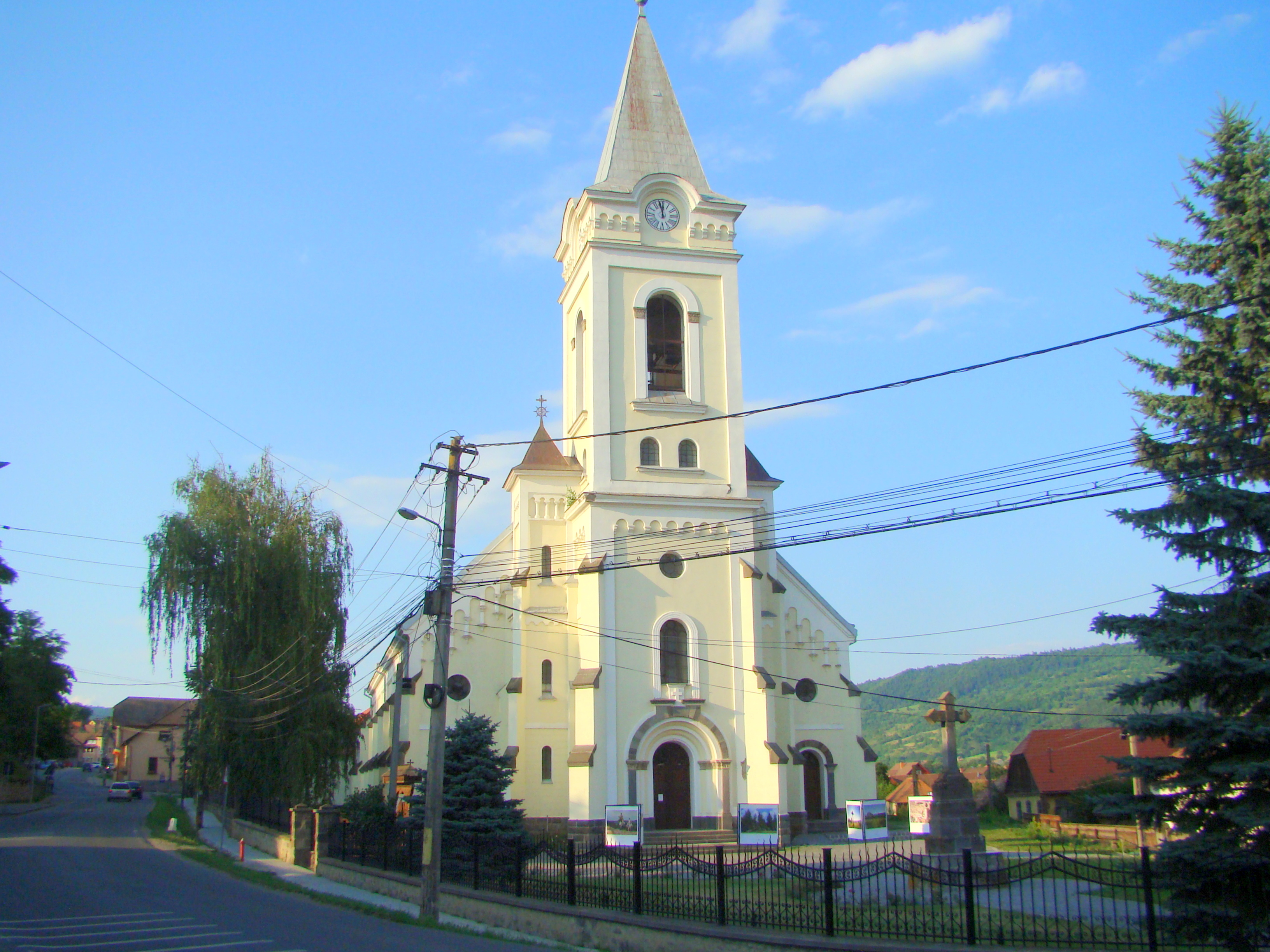
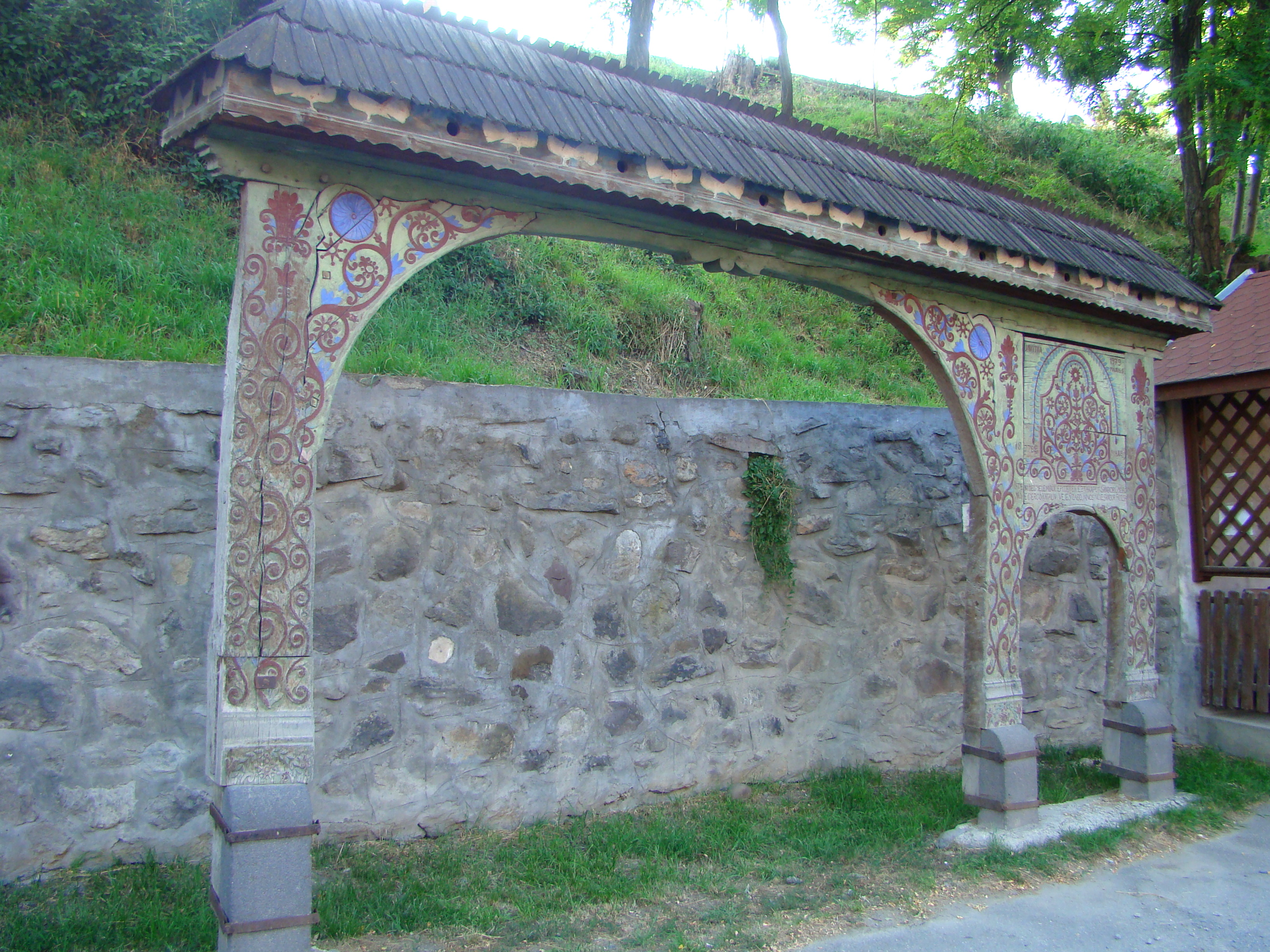
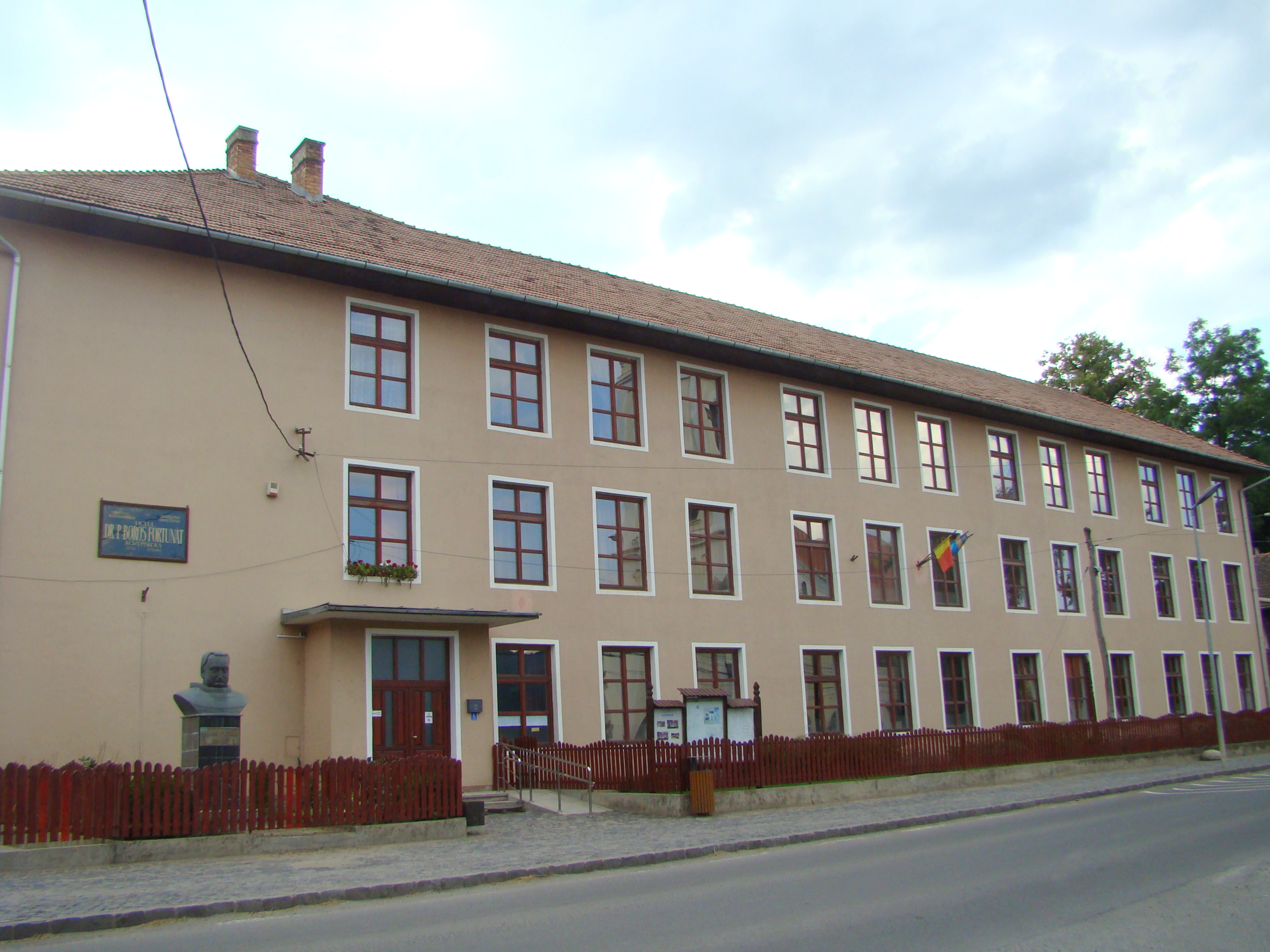
Liceul Teoretic Dr. P. Boros Fortunát, peste drum de biserică, construit în locul fostei școli catolice
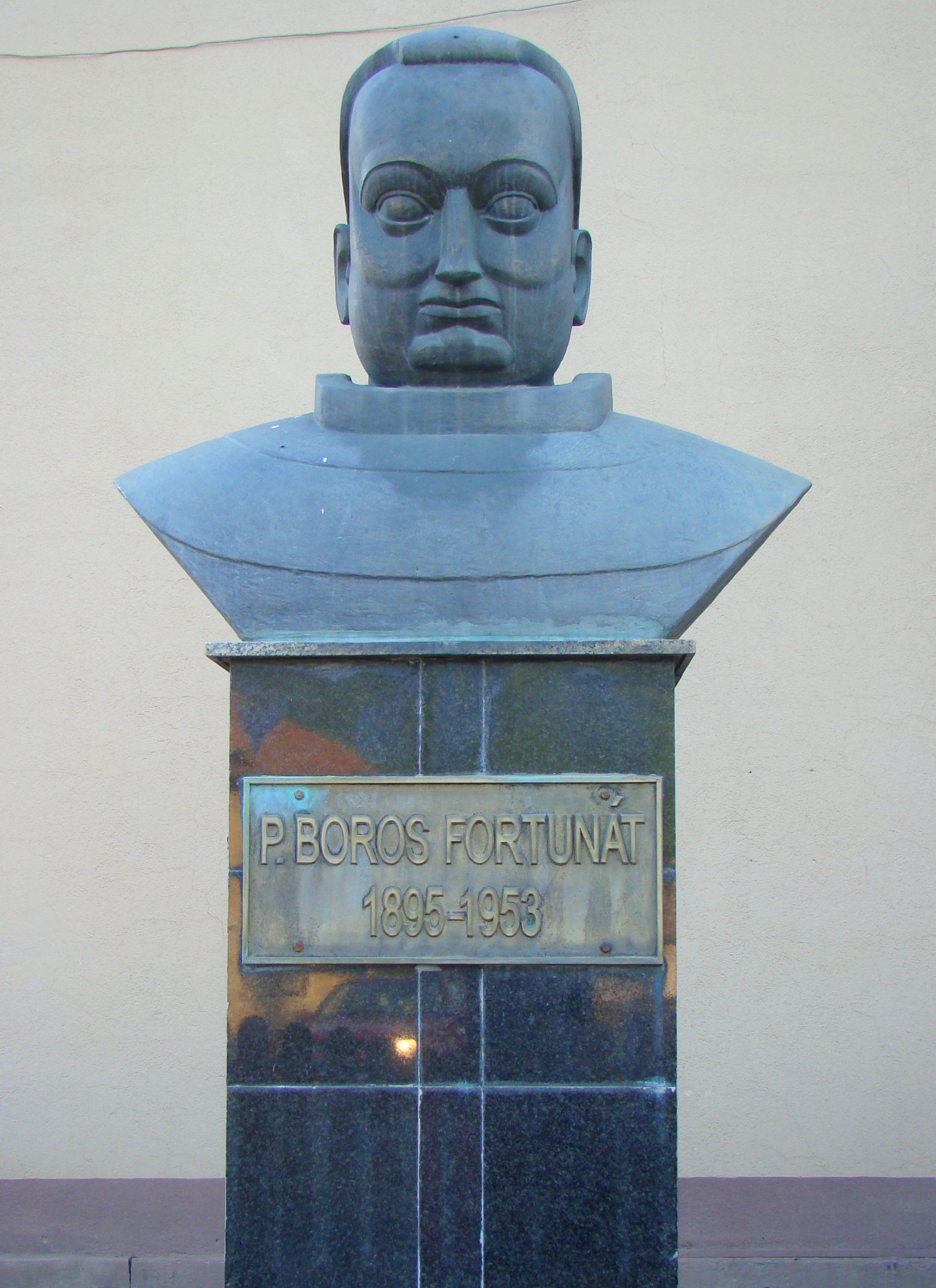
Bustul lui Fortunát Boros